# Geosmithia flava
Geosmithia flava är en svampart som beskrevs av M. Kolarík, Kubátová & Pažoutová 2004. Geosmithia flava ingår i släktet Geosmithia, ordningen köttkärnsvampar, klassen Sordariomycetes, divisionen sporsäcksvampar och riket svampar.   Inga underarter finns listade i Catalogue of Life.